# Énorme (film)
Pour plus de détails, voir Fiche technique et Distribution.
Énorme est un film français co-écrit et réalisé par Sophie Letourneur sorti en 2020. Le film obtient le prix Jean-Vigo 2020.

## Synopsis
Claire Girard est une pianiste qui donne régulièrement des concerts à travers le monde. Son mari Frédéric, surnommé Fred, est son manager et son homme à tout faire. Il a consacré sa vie à prendre soin de Claire, dont le bien-être passe avant tout pour lui. Dans les hôtels, il parle en son nom et, grâce à son enthousiasme débordant, la pousse à accepter des concerts qu’elle ne se sent pourtant pas capable d’assurer. C’est ainsi qu’elle s’engage, pour le 29 février de l’année suivante, à interpréter le Concerto en sol majeur de Maurice Ravel avec orchestre. Or, elle ne voulait plus jamais jouer avec orchestre, et elle trouve l’œuvre trop complexe.
Claire et Fred, dont elle oublie complètement le 40ᵉ anniversaire, ont organisé leur vie sans enfants, convaincus tous deux qu'ils ne s’accorderaient pas avec leur existence faite de tournées. Mais au retour d’un concert au Japon, Fred assiste à un accouchement imprévu dans l’avion. Il tient le nouveau-né dans ses bras, et cette expérience bouleverse sa vision de la paternité et lui donne envie d'avoir un enfant avec Claire. En secret, il remplace alors les pilules contraceptives de sa femme par des édulcorants. Bientôt, Claire tombe enceinte, et Fred repousse le rendez-vous chez le gynécologue jusqu’à ce qu’un avortement ne soit plus légalement possible en France. Tandis que Claire ne parvient pas à se projeter dans le rôle de mère, Fred, lui, se jette corps et âme dans celui de futur père. Il assiste à tous les cours de préparation à l’accouchement, rêve d’allaiter le bébé lui-même et prend du ventre à force de grignoter.
La naissance est prévue pour le 27 février, rendant la tenue du concert impossible. Mais la gynécologue affirme qu’un accouchement pourrait survenir un mois plus tôt. Le 26 janvier, Claire tente donc de déclencher l’accouchement à l’hôpital, mais on lui apprend qu’elle a encore un mois devant elle. Peu après l’examen, son ventre enfle soudainement, de façon spectaculaire, mais sans complications. Elle est donc renvoyée chez elle. Pendant ce temps, Fred devient de plus en plus obsédé par sa future paternité.
Alors que Fred participe à une soirée de presse consacrée au concerto de Ravel, Claire discute avec un voisin. Celui-ci lui laisse entendre que Fred est responsable de la grossesse et qu’il ne s’agit nullement d’un « accident ». Claire quitte alors Fred et s’installe chez Ayala, son ancienne professeure de piano, où elle continue à répéter en vue du concert.
Ce n’est qu’à travers des tentatives de thérapie de couple, et à l’approche de l’accouchement, que Claire et Fred se rapprochent à nouveau. Finalement, contre la volonté de Fred, Claire décide de déclencher la naissance. Elle donne naissance à un garçon en bonne santé, immédiatement pris en charge par Fred. Peu de temps après, on voit Claire jouer le Concerto en sol de Ravel à la Philharmonie de Paris, tandis que Fred suit la retransmission du concert à la télévision, tout en changeant la couche de leur bébé.

## Fiche technique
Sauf indication contraire, les informations mentionnées dans cette section peuvent être confirmées par la base de données cinématographiques Unifrance,  présente dans la section « Liens externes ».
- Titre original : Énorme
- Réalisation : Sophie Letourneur
- Scénario : Mathias Gavarry et Sophie Letourneur
- Photographie : Laurent Brunet
- Son : Guillaume Le Braz
- Musique : Concerto en sol de Ravel
- Montage : Jean-Christophe Hym et Michel Klochendler
- Société de production : Avenue B Productions - Vito Films
- SOFICA : Cinémage 13
- Société de distribution : Memento Films
- Pays de production : 100 %  France
- Langue de tournage : français
- Durée : 101 minutes
- budget : 3M€
- Date de sortie :
  - France : 2 septembre 2020

## Distribution
- Marina Foïs : Claire Girard
- Jonathan Cohen : Frédéric Girard
- Jacqueline Kakou : La mère de Frédéric
- Victor Uzzan : Le chaman
- Ayala Cousteau : La professeure de piano
- Prisca Jami Ceccomori : La gynécologue
- Alexandre Berurrier : L'hypnotiseur
- Anne Jonquet : L'avocate
- Andrée Nurymberg Ghelfi : L'haptothérapeute
- Marie-Joëlle Mertens de Wilmars : L'ambassadrice
- Bettina Hondré : La jeune pianiste

## Accueil
Le film sort le 2 septembre 2020 dans 350 salles, et comptabilise 10 271 entrées pour sa première journée.
Après une semaine en salles, le film cumule 62 177 spectateurs.
La deuxième semaine est marquée par une chute de fréquentation de 51 % ; 30 498 entrées supplémentaires pour un total de 92 675. Le film cumule 21 594 entrées en troisième semaine et passe la barre des 100 000 entrées.

### Critique
En France, le site Allociné recense une moyenne des critiques presse de 3,7⁄5 et de 2,5⁄5 de la part des spectateurs.

Selon Thomas Baurez, du site Première : 

« La seule bonne idée qui infuse tout au long du film est l’effacement progressif de Claire dont le libre arbitre est gommé au profit de Frédéric en surmoi total (Jonathan Cohen n’a aucun mal à occuper toute cette place). C’est beaucoup trop peu. Pas si énorme donc. »

Selon Lucile Mons du site Culturopoing : 

« Au-delà d'une réflexion sur les genres et les rôles que la culture et l'histoire leur ont attribués, Énorme interroge le petit système qu'est tout couple. Le film n'invente pas de nouveaux rôles, de nouvelles places : il inverse celles et ceux qui les occupent. »

Pour Fabrice Leclerc du site Paris Match : 

« Avec cette histoire de couvade inversée (un homme provoque la grossesse de sa femme), Sophie Letourneur tente de choquer le bourgeois à coups d’humour trash et de désacralisation. Mais le trash devient vite vulgaire et les personnages anesthésiés. »

Pour Corinne Renou-Nativel du journal La Croix, 

« Derrière l’humour débridé, Sophie Letourneur aborde des sujets forts : le déni de grossesse, la surmédicalisation et la place des hommes. Son film possède un autre attrait. En dehors de quelques comédiens professionnels, il met en scène des pianistes, des sages-femmes et même un chamane qui le sont réellement dans la vie. »

### Polémique
La juriste Marie-Hélène Lahaye indique que le film montre un homme qui s'approprie à la fois les capacités productives et reproductives de sa femme, allant jusqu'à la coercition reproductive pour avoir un enfant. Dans l'émission Quotidien, présentée par Yann Barthès, Maïa Mazaurette relève devant Marina Foïs que l'entrave à l’interruption volontaire de grossesse est un délit.

## Distinctions

### Prix
- Prix Jean-Vigo : Prix du long métrage 2020[9]

### Nomination
- César 2021 : Meilleur acteur pour Jonathan Cohen[10]